# Controverse sur les cours du Nord et du Sud
La controverse sur les cours du Nord et du Sud concerne un débat historique portant sur l'époque Nanboku-chō. Lors de cette époque, la Cour du Nord et la Cour du Sud se disputent la légitimité de la lignée impériale japonaise. Si les historiens lors des siècles successifs optent pour plusieurs lectures des évènements, et attribuent à l'une ou à l'autre cette légitimité, le débat est relancé au début du XXe siècle. La publication d'un manuel scolaire va relancer les débats, et amener l'État à établir de manière autoritaire une version officielle.

## Données historiques
L'empereur Go-Daigo met en place la restauration de Kemmu en 1333, à la suite du renversement du shogunat des Hōjō. Le régime qu'il instaure est autoritaire, et il entend réunir sous son autorité les pouvoirs militaire et administratif. Il favorise les guerriers de l'ouest dans la nouvelle configuration du pouvoir, au détriment de ceux du Kantō alors que ces derniers conservent une puissance armée importante, et tente de diviser les principaux chefs de cette dernière région, Ashikaga Takauji et Nitta Yoshisada, en prenant appui sur leurs rivalités. Par ailleurs, il commet plusieurs erreurs au début de son règne, en décrétant plusieurs lois qui ont pour effet d'attirer les guerriers dans la capitale, Kyoto, pour y faire valoir leurs droits. Ceux-ci sont contraints de rester longtemps dans la capitale en raison de la lenteur de la nouvelle administration, et, désœuvrés, optent pour des comportements violents envers les habitants de la ville. L'empereur finit par abolir ces lois, mais ce revirement est à l'origine de nombreux mécontentements, et il acquiert une réputation d'incompétence. En 1335, à la faveur de la rébellion Nakasendai, Ashikaga Takauji se révolte ouvertement contre le nouvel empereur après avoir réprimé cette rébellion. Il prend la tête d'une armée et rallie les mécontents du nouveau régime. Les forces impériale sont battues lors de la bataille de la Minato-gawa en juillet 1336, et l'empereur Go-Daigo doit fuir sur le mont Hiei alors que Kyoto est ravagée par des combats.
L'empereur Kōmyō, issu de la branche Jimyōin-tō accède au pouvoir à la faveur de l'abdication de Go-Daigo en 1336, et appuyé par Ashikaga Takauji. Il installe sa cour à Kyoto. Cependant, Go-Daigo fuit avec les symboles impériaux à Yoshino, plus au sud, et y installe une cour impérial dissidente. Commence alors une période de cour nord et de cour sud, dite époque Nanboku-chō, pendant laquelle deux lignées d'empereurs vont se partager le pouvoir. 
À la faveur de l'incident de Kan'ō à partir de 1349, la cour du sud va parvenir de manière éphémère à exploiter un affrontement au sein du clan Ashikaga, et parvient même un temps à réoccuper Kyoto. Cependant, le shogunat va parvenir à reprendre le dessus, et à imposer en 1392 la réunification des deux cours impériales.

## Débats
Lors de l'époque d'Edo, le pouvoir shogunal domine la vie politique du pays, et donc le pouvoir impérial. Hayashi Razan, un lettré néo-confucéen proche du pouvoir shogunal, publie dans le Honchō Tsugan en 1670 une histoire du Japon qui fixe la légitimité du côté de la Cour du Nord. A contrario, les lettrés travaillant à l'écriture du Dai Nihonshi pour l'école de Mito attribuent à la Cour du Sud cette légitimité, et qualifient sa rivale, la Cour du Nord, d'usurpatrice. Ces lettrés travaillent pour Tokugawa Mitsukuni qui soutient à l'époque le pouvoir impérial,.
Lors de l'ère Meiji, l'État intervient directement dans l'enseignement de l'histoire, en fixant la lecture qui doit en être faite. En 1891, il indique que le but de l'enseignement de l'histoire nationale dans le primaire est d'encourager le patriotisme et d'expliquer ce qui fait la singularité du Japon. Il intervient aussi dans les controverses entre historiens. En 1911, à l'occasion de la publication d'un manuel scolaire sur l'époque Nanboku-chō, un rescrit impérial vient s'opposer aux travaux d'universitaires et fixe de lui-même les éléments d'histoire officielle,,

## Sources